# Perm guvernement
Guvernementet Perm var et guvernement i østlige Rusland, på begge sider af Uralbjergene 1781–1923.

## Terræn og råstoffer
Selv om det i administrativ henseende helt og holdent tilhørte europæisk Rusland, lå dets østlige del (omkring halvdelen) i
Sibirien i Obs flodområde. Det blev gennemskåret i nord og syd af Uralbjergene, havde en lav, tæt skovbevokset ås, 50-70 km bred, med sine højeste toppe, Denesjkin (1.633 m) og Konsjakovski Kamen (1.462 m), i den centrale del (mellem 59° og 60° 30’ n. br.). Vest på udbredte landet sig til en svagt hældende slette, men på den østlige side var hældningen langt skarpere.
Guvernementets vandløb tilhørte Petsjora, Tobol (biflod til Ob) og Kama, var store sejlbare bifloder og Tjusovaja, Sylva og Kolva var af stor betydning for transport af jerngods til Rusland. 70 % af arealet var skovdækket, og kun 22 % var dyrket jord. Jordbrug og husdyrhold var hovednæringsveje.

## Næringsliv
Perm var det vigtigste bjergværksdistrikt i Rusland takket være sin rigdom på jern, sølv, platin, kobber, nikkel, bly og guldførende alluviallag. Mange sjældne metaller som iridium, osmium, rodium, rutenium var fundet sammen med de ovennævnte samt et stort antal ædelsten så som safirer, hyacinter, beryler, alexandriter, smaragder, topaser, ametyster med flere. Saltkilder forekom i vest, og desuden bør nævnes mineralkilder. I 1901 var produktionen af guld 3.591 kg, af kobber 3.219 ton, af råjern 561.700 ton, og hele Ruslands platinproduktion kom fra dette guvernement. Af støbejern producerede guvernementet 17 % af hele Ruslands produktion. Af anden industri forekom egentlig kun mølleindustri, brændevins- og læderfremstilling.

## Administrativ inddeling
Guvernementet var inddelt i 12 kredse: Irbit, Jekaterinburg, Kamysjlov, Sjadrinsk, Verchoturje (øst for Uralbjergene), Krasnoufimsk, Kungur, Ossa, Ochansk, Perm, Solikamsk og Tjerdyn (vest for Ural).

## Historie
Russerne trængte ret tidligt ind i dette område (en del af det tidligere Bjarmaland), som i 1200-tallet blev en del af Republikken Novgorods område og efter denne bys fald i 1470-erne annekteredes af storfyrstendømmet Moskva. En kraftig tilskynding til kolonisation og minedrift gav familjen Strogonov, som i 1500-tallet overtog enorme områder ved Kama og Tjusovaja og senere udbredte sin virksomhed. Den voksende handel med Sibirien gav en ny impuls til landets udvikling. Denne handel havde sit midtpunkt i byerne Perm og Solikamsk. Også Kungur blev en fremstående handelsplads. I 1600-tallet blev markedet i Irbit et centralt sted for handelen mellem Rusland og Sibirien.